# Benjamin Boyce
Benjamin John Boyce (* 23. August 1968 in Edgware, London) ist ein in Deutschland lebender britischer Sänger.

## Leben
Boyce ist der Sohn einer Pianistin und eines Cellisten. Nachdem sich seine Eltern trennten, lebte Boyce bei seiner Mutter in den Niederlanden. Er studierte Grafik-Design in Kanada. Um Schauspieler zu werden, ging Boyce in die USA und erhielt nach seiner Rückkehr in die Niederlande kleinere Rollen in TV-Spots und Filmen. 1996 lernte er durch seine häufigen Auftritte bei dem Musiksender VIVA die Moderatorin Aleksandra Bechtel kennen. Mit ihr war er bis 2001 liiert. 1997 zog der Engländer nach Deutschland. Er lebte zwischen 1997 und 2009 in Köln. Ende 2009 verlegte er seinen Wohnsitz nach Amsterdam.
Im Oktober 2007 wurde Boyce Vater einer Tochter. Seit 2015 lebt Boyce wieder in Köln.

## Karriere
Seine Karriere startete er 1992 als Mitglied der englisch-niederländischen Boygroup Caught in the Act (CITA). Mit seinen Bandkollegen Bastiaan Ragas, Eloy de Jong und Lee Baxter verkaufte er zwischen 1992 und 1998 mehr als 20 Millionen Platten weltweit. Nach der Auflösung der Band 1998 startete er seine Solokarriere. Mit den Single Change, sowie dem Album Benjamin Boyce, welche bei Sony Music verlegt wurden, konnte er sich in den deutschen Charts platzieren.
Boyce war am 29. und 30. Dezember 2000 in zwei Folgen von Unter uns zu sehen, in denen er sich selbst spielte und seine Single Lonely präsentierte. 2002 wirkte Boyce in der deutschen Komödie Wen küsst die Braut? mit.
Nach einer längeren Pause nahm Boyce 2004 an der Fernsehsendung Comeback – Die große Chance bei Pro-Sieben teil, in der er hinter Chris Norman, dem ehemaligen Sänger der Band Smokie, den zweiten Platz belegte. Im selben Jahr veröffentlichte er seine Single Where Is Your Love.
In den folgenden Jahren nahm Boyce zweimal an der VOX-Sendung Das perfekte Promi-Dinner teil. Am 11. April 2010 war er dort unter anderem mit Oliver Petszokat, Yvonne de Bark und Kelly Trump zu sehen. Im April 2012 nahm er an der Talent-Gameshow The Winner Is … teil. Am 12. Oktober 2012 erschien seine neue Single Whatever You’re Looking For, die er seiner Tochter widmete, als Download.
Benjamin Boyce war vom 16. Januar 2015 bis zum 25. Januar 2015 Teilnehmer der RTL-Reality-Sendung Ich bin ein Star – Holt mich hier raus! und belegte den neunten Platz; allerdings kündigte der Sender nach Vorwürfen seiner Freundin, sie nach seinem Ausscheiden geschlagen zu haben, vorzeitig den Vertrag mit ihm. Boyce bestritt die Vorwürfe.
Am 30. September 2016 erschien nach mehrjähriger Veröffentlichungspause Boyce’ Single I’m Free. Zu seinem Bühnenjubiläum folgte 2017 die Single 25 Years. Mit Michael Morgan veröffentlichte Boyce im November 2018 die Single Komm Zurück (Want You Back), die sie auch in der Sendung Die Schlager des Jahres 2018 von Florian Silbereisen gemeinsam präsentierten. Ab 2018 war Boyce mit dem Tattoo-Model und der ehemaligen Get the F*ck out of my House-Kandidatin Kate Merlan liiert. Zusammen mit ihr war Boyce im März 2019 in der taff-Wochenserie Promis im Pauschalurlaub zu sehen.
Außerdem nahm er mit ihr im Sommer 2019 an der Reality-Show Das Sommerhaus der Stars bei RTL teil. Zwei Monate nach den Dreharbeiten gab das Paar die Trennung bekannt.

## Diskografie
Studioalben
- 1999: Benjamin Boyce

Singles
- 1999: Change
- 1999: 10.000 Light Years
- 2000: Lonely
- 2004: Shine On
- 2004: Survivor (Comeback-United)
- 2004: Angel Eyes
- 2004: Where Is Your Love
- 2009: Across the Sea (feat. Francesco Diaz)
- 2012: Whatever You’re Looking For
- 2016: I’m Free
- 2017: 25 Years
- 2018: Komm Zurück (Want You Back) (Michael Morgan feat. Benjamin Boyce)

Sampler
- 2004: Best of Comeback – Die große Chance United